# نورث امریکن ان‌ای‌ای-۶۴ ییل
نورث امریکن ان‌ای‌ای-۶۴ ییل (به انگلیسی: North American NA-64 Yale) یک هواپیمای ساختِ کارخانهٔ نورث امریکن اوییشن در کشور ایالات متحده آمریکا است که در سال ۱۹۴۰ ساخته شد. نخستین استفاده‌کنندهٔ این هواپیما نیروی هوایی سلطنتی کانادا بوده‌است. این هواپیما برای نخستین بار در ۱۲ فوریه ۱۹۴۰ میلادی مورد استفاده قرار گرفت.